# Festival du film de Sundance 2003
Le Festival du film de Sundance 2003, 19e édition du festival (19th Sundance Film Festival) organisé par le Sundance Institute, s'est déroulé du 16 au 26 janvier 2003 à Park City (Utah).